# 捷克斯洛伐克國家男子籃球隊
捷克斯洛伐克國家男子籃球隊是捷克斯洛伐克的國家男子籃球隊。捷克斯洛伐克是東歐籃球強國之一，在1946年獲得了歐洲籃球錦標賽的金牌。捷克斯洛伐克還六次獲得歐洲籃球錦標賽的銀牌，五次獲得歐洲籃球錦標賽的銅牌。